# Shapleigh
Shapleigh ist eine Town im York County im US-Bundesstaat Maine. Im Jahr 2020 lebten dort 2921 Einwohner in 2064 Haushalten, in den Vereinigten Staaten werden auch Ferienwohnungen als Haushalte gezählt, auf einer Fläche von 106,68 km².

## Geographie
Nach dem United States Census Bureau hat Shapleigh eine Gesamtfläche von 106,68 km², von der 100,36 km² Land sind und 5,92 km² aus Gewässern bestehen.

### Geographische Lage
Shapleigh liegt im Westen des York Countys. Im Westen liegen der Square Pond und der Mousam Lake. Weitere kleinere Seen befinden sich an der nördlichen Grenze der Town. Die Oberfläche ist eher eben, die höchste Erhebung ist mit 324 m der Abbott Mountain.

### Nachbargemeinden
Alle Entfernungen sind als Luftlinien zwischen den offiziellen Koordinaten der Orte aus der Volkszählung 2010 angegeben.
- Norden: Newfield, 10,6 km
- Nordosten: Waterboro, 9,8 km
- Osten:Alfred, 12,0 km
- Süden: Sanford, 15,7 km
- Westen: Acton 8,8 km

### Stadtgliederung
In Shapleigh gibt es mehrere Siedlungsgebiete: East Shapleigh, Emery Mills, North Shapleigh, Ross Corner und Shapleigh.

### Klima
Die mittlere Durchschnittstemperatur in Shapleigh liegt zwischen −6,1 °C (21 °F) im Januar und 20,6 °C (69 °F) im Juli. Damit ist der Ort gegenüber dem langjährigen Mittel der USA um etwa 9 Grad kühler. Die Schneefälle zwischen Oktober und Mai liegen mit bis zu zweieinhalb Metern mehr als doppelt so hoch wie die mittlere Schneehöhe in den USA; die tägliche Sonnenscheindauer liegt am unteren Rand des Wertespektrums der USA.

## Geschichte
Das Gebiet der Town Shapleigh wurde ab 1772 besiedelt. Simon Emery gründete eine Sägemühle in dem Gebiet, welches heute als Emery Mills Village bekannt ist und am 5. März 1785 als Town organisiert wurde. Benannt wurde die Town nach Nicholas Shapleigh, einem Landbesitzer. Zuvor war es als Shapleigh Plantation organisiert, ursprünglich als Hubbardstown bekannt. Teile von Sanford wurden 1787 hinzugenommen und der Teil der Town Lebanon, der zuvor Woodman’s Grant, später Fox Ridge genannt wurde, im Jahr 1793. An Sanford wurde 1820 und an Lebanon 1825 Gebiet abgegeben. Im Jahr 1830 ging Land, inkl. Fox Ridge, für die Gründung an Acton. Teile von Acton wurden 1831 hinzugenommen und weiteres Land im Jahr 1846 an Newfield abgegeben. Schließlich kamen Teile von Waterboro im Jahr 1854 hinzu.

### Einwohnerentwicklung
| Volkszählungsergebnisse – Town of Shapleigh, Maine | Volkszählungsergebnisse – Town of Shapleigh, Maine | Volkszählungsergebnisse – Town of Shapleigh, Maine | Volkszählungsergebnisse – Town of Shapleigh, Maine | Volkszählungsergebnisse – Town of Shapleigh, Maine | Volkszählungsergebnisse – Town of Shapleigh, Maine | Volkszählungsergebnisse – Town of Shapleigh, Maine | Volkszählungsergebnisse – Town of Shapleigh, Maine | Volkszählungsergebnisse – Town of Shapleigh, Maine | Volkszählungsergebnisse – Town of Shapleigh, Maine | Volkszählungsergebnisse – Town of Shapleigh, Maine |
| Jahr                                               | 1700                                               | 1710                                               | 1720                                               | 1730                                               | 1740                                               | 1750                                               | 1760                                               | 1770                                               | 1780                                               | 1790                                               |
| -------------------------------------------------- | -------------------------------------------------- | -------------------------------------------------- | -------------------------------------------------- | -------------------------------------------------- | -------------------------------------------------- | -------------------------------------------------- | -------------------------------------------------- | -------------------------------------------------- | -------------------------------------------------- | -------------------------------------------------- |
| Einwohner                                          |                                                    |                                                    |                                                    |                                                    |                                                    |                                                    |                                                    |                                                    |                                                    | 1320                                               |
| Jahr                                               | 1800                                               | 1810                                               | 1820                                               | 1830                                               | 1840                                               | 1850                                               | 1860                                               | 1870                                               | 1880                                               | 1890                                               |
| Einwohner                                          | 1778                                               | 2362                                               | 2815                                               | 1479                                               | 1510                                               | 1348                                               | 1273                                               | 1087                                               | 1128                                               | 968                                                |
| Jahr                                               | 1900                                               | 1910                                               | 1920                                               | 1930                                               | 1940                                               | 1950                                               | 1960                                               | 1970                                               | 1980                                               | 1990                                               |
| Einwohner                                          | 847                                                | 691                                                | 457                                                | 530                                                | 290                                                | 531                                                | 515                                                | 559                                                | 1370                                               | 1911                                               |
| Jahr                                               | 2000                                               | 2010                                               | 2020                                               | 2030                                               | 2040                                               | 2050                                               | 2060                                               | 2070                                               | 2080                                               | 2090                                               |
| Einwohner                                          | 2326                                               | 2668                                               | 2921                                               |                                                    |                                                    |                                                    |                                                    |                                                    |                                                    |                                                    |

## Wirtschaft und Infrastruktur

### Verkehr
Die Maine State Route 11 verläuft in nordsüdlicher Richtung durch Shapleigh. Sie wird von der Maine State Route 109 gekreuzt.

### Öffentliche Einrichtungen
Es gibt keine medizinischen Einrichtungen in Shapleigh. Die nächstgelegenen befinden sich in Sanford.
In Shapleigh befindet sich die Shapleigh Library in der Shapleigh Corner Road.

### Bildung
Shapleigh gehört mit Alfred, Limerick, Lyman, Newfield und Waterboro zum RSU 57.
Im Schulbezirk stehen folgende Schulen zur Verfügung:
- Alfred Elementary in Alfred, mit Schulklassen von Pre-Kindergarten bis zum 5. Schuljahr
- Line Elementary in West Newfield, mit Schulklassen von Pre-Kindergarten bis zum 5. Schuljahr
- Lyman Elementary in Lyman, mit Schulklassen von Pre-Kindergarten bis zum 5. Schuljahr
- Shapleigh Memorial School in Shapleigh, mit Schulklassen von Pre-Kindergarten bis zum 5. Schuljahr
- Waterboro Elementary School in East Waterboro, mit Schulklassen von Pre-Kindergarten bis zum 5. Schuljahr
- Massabesic Middle School in East Waterboro, mit Schulklassen vom 6. bis 8. Schuljahr
- Massabesic High School in Waterboro, mit Schulklassen vom 9. bis 12. Schuljahr